# Brooklyn Heights

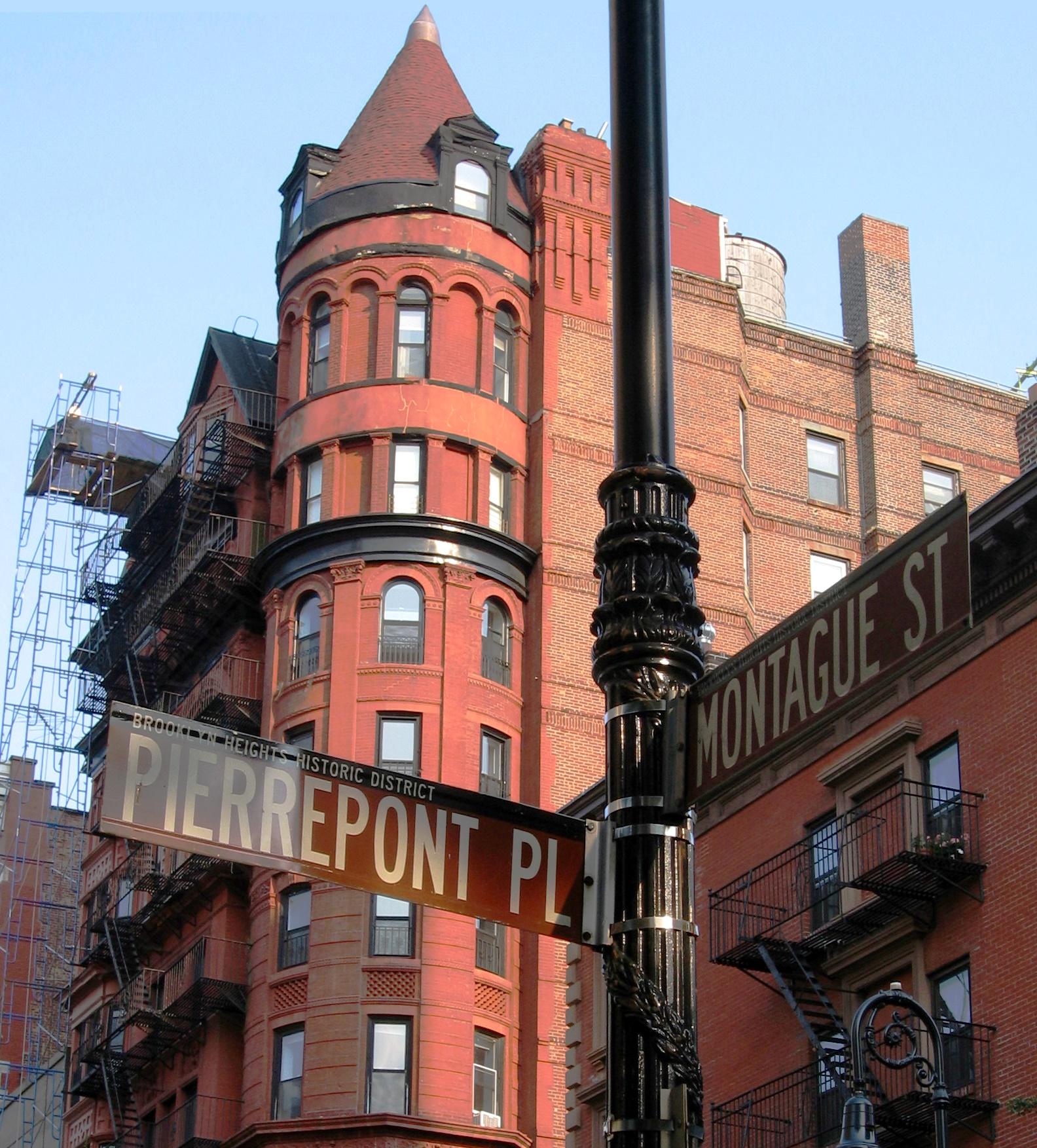
Exempel på arkitektur i Brooklyn heights

Brooklyn Heights är en stadsdel i New York-distriktet Brooklyn. Kvarteret skapades 1834 och gick i början under namnet Brooklyn Village.